# Химическая кастрация
Химическая кастрация — введение медицинских препаратов, уменьшающих либидо и сексуальную активность. В отличие от хирургической кастрации, при которой яички или яичники удаляются, в результате химической кастрации не происходит удаления органов, поэтому она не является процедурой стерилизации.
Химическая кастрация считается на данный момент обратимой процедурой, если введение препарата прекращается, хотя некоторые побочные эффекты могут сохраняться в течение жизни, как, например, пониженная плотность костей при длительном применении препарата Depo-Provera. Химическая кастрация используется в некоторых странах как инструмент в судебной практике, несмотря на неисследованные побочные эффекты и нарушение прав человека.

## Применение
Химическая кастрация заключается в применении антиандрогенных препаратов (например, ципротерона ацетата), противозачаточного препарата Depo-Provera или нейролептика бенперидола, которые вводят инъекционно каждые три месяца.

## Эффекты
При использовании на мужчинах эти препараты уменьшают сексуальное влечение, внезапные сексуальные фантазии и саму возможность сексуального возбуждения. Угрожающие жизни побочные эффекты редки, но часть пациентов замечает ожирение и уменьшение плотности костей, что в долгосрочной перспективе может привести к кардиоваскулярным заболеваниям и остеопорозу. У них может также развиться гинекомастия (рост груди по женскому типу), уменьшение волосяного покрова тела и потеря мышечной массы.

## Аргументы против
Хотя химическая кастрация является альтернативой длительному сроку заключения и хирургической кастрации, Американский Совет по гражданским правам (American Civil Liberties Union) выступает против применения любых лекарств, включая применение антиандрогенных препаратов, для насильников. Его члены считают, что насильная химическая кастрация — это жестокое наказание, и поэтому она должна быть запрещена согласно Восьмой поправке к Конституции США. Они также заявляют, что она противоречит праву воспроизводить себе подобных и может привести к различным заболеваниям. Профессор права Джон Стиннфорд (John Stinneford) заявил, что химическая кастрация, контролируя мозг насильника, лишает его сексуального желания и приводит к физическим изменениям из-за женских гормонов, тем самым являясь жестоким и неадекватным наказанием.
Также существует аргумент, апеллирующий к Четырнадцатой поправке к Конституции США и гласящий, что эта процедура не дает равной защиты: хотя законы, требующие применения химической кастрации, и не делают различия по полу насильника, основная масса случаев, в которых они применяются, касается мужчин. В случае добровольного применения дать полную картину происходящего тоже очень важно. В 1984 году в штате Мичиган США апелляционный суд решил, что требовать химической кастрации как условия для условного освобождения незаконно на том основании, что препарат medroxyprogesterone acetate (Медроксипрогестерон) ещё не получил разрешения на применение как безопасное и надёжное лекарство, а также из-за проблем в получении осознанного добровольного согласия в этих условиях.

## Научные исследования
В 1981 году в экспериментах P. Gagne 48 мужчин с длительной историей сексуальных отклонений в поведении получали medroxyprogesterone acetate до 12 месяцев. 40 из них заявили о снижении желания заниматься этими отклонениями, меньшем количестве сексуальных фантазий и большем контроле над сексуальными позывами. Это исследование зафиксировало положительное, после окончания приема препарата, воздействие на пациентов и отсутствие побочных эффектов и рекомендовало medroxyprogesterone acetate вместе с психической помощью как успешный метод лечения сексуальных насильников.

## История использования в разных странах
Первое использование химической кастрации датируется 1944 годом, когда diethylstilbestrol был использован для уменьшения уровня мужского тестостерона. Химическая кастрация часто рассматривается как более лёгкая альтернатива пожизненному заключению или смертной казни, позволяющая выпускать насильников, одновременно уменьшая или полностью лишая возможности повторного насилия.

### США
В 1966 году Джон Мани (John Money) прописал medroxyprogesterone acetate (MPA, основной ингредиент, используемый в препарате Depo Provera) как лечение пациенту с педофилическими наклонностями, став первым американцем, применившим химическую кастрацию. С этого времени препарат стал основным при применении химической кастрации в США. Несмотря на долгую историю и применение, препарат никогда не получал разрешение от государственного управления США по пищевым продуктам и лекарствам (FDA) для использования в химической кастрации.
Калифорния была первым штатом США, утвердившим использование химической кастрации как наказания за развращение детей после узаконения изменений в разделе 645 Уголовного кодекса Калифорнии в 1996 году. Этот закон предусматривает, что любой приговоренный к тюремному сроку за развращение детей младше 13 лет может получать лечение препаратом Depo Provera, если срок условен. После второго приговора лечение обязательно.
Принятие этого закона привело к его принятию в других штатах, например во Флориде в 1997 году. Как и в Калифорнии, лечение обязательно после второго преступления.
Кроме Калифорнии и Флориды, ещё как минимум семь штатов, среди которых Джорджия, Айова, Луизиана, Монтана, Техас и Висконсин, проводят эксперименты по её применению. В Айове, как и в Калифорнии и Флориде, насильники приговариваются к химической кастрации во всех случаях тяжёлых сексуальных преступлений. 25 июня 2008 года, сразу после решения Верховного Суда США по делу Кеннеди против штата Луизиана о том, что казнь насильника ребёнка в случае, когда ребёнок выжил, неконституционна, губернатор штата Луизиана Бобби Джиндл подписал сенатский билль № 144, позволяющий судам его штата приговаривать насильников к химической кастрации.

### Великобритания
Препарат cyproterone acetate — наиболее часто применяемый для химической кастрации по всей Европе. Он схож с американским препаратом MPA.
В Великобритании учёный математик Алан Тьюринг согласился на подавление своей гомосексуальности с помощью химической кастрации, чтобы избежать тюрьмы в 1952 году. В те времена гомосексуальность была незаконна и считалась психическим отклонением, которое может быть подавлено с помощью химической кастрации. В результате применения у Тьюринга развилась гинекомастия, спустя несколько лет после окончания терапии он, по версии следствия, покончил с собой. По другой версии, Алан случайно отравился парами при проведении химического эксперимента.

### Германия
В 1960-х гг. немецкие учёные использовали антиандрогены как лекарство против сексуальной парафилии.

### Российская Федерация
В мае 2011 года президент России Д. Медведев предложил применять химическую кастрацию к педофилам. Партия Справедливая Россия подготовила соответствующий законопроект, однако Правительство РФ в июле 2011 года дало на него отрицательное заключение из-за больших затрат на проведение химической кастрации. 7 февраля 2012 года закон был принят в третьем чтении и одобрен Советом Федерации 22 февраля.
29 февраля 2012 года президент России Д. Медведев подписал Федеральный закон «О внесении изменений в Уголовный кодекс Российской Федерации и отдельные законодательные акты Российской Федерации в целях усиления ответственности за преступления сексуального характера, совершённые в отношении несовершеннолетних».